# Камбрия (окръг, Пенсилвания)
Окръг Камбрия (на английски: Cambria County) е окръг в щата Пенсилвания, Съединени американски щати. Площта му е 1795 km², а населението - 133 054 души (2017). Административен център е град Ибънсбърг.